# أنطونيو سيغي
أنطونيو سيغي (11 يناير 1934 - 26 فبراير 2022)، هو رسام كاريكاتير ونقاش ورسام للكتب ونحات أرجنتيني، عاش وعمل في باريس-فرنسا منذ ستينات القرن العشرين. تم عرض أعماله في جميع أنحاء العالم من خلال المؤسسات الفنية. وترك أنطونيو سيغي وراءه رصيداً غنياً من اللوحات والمطبوعات الحجرية والنقوش التي تتسم بالحنين والطابع الشعري وتعبّر عن نظرة ساخرة إلى المجتمع، غالباً ما حضرت فيها شخصيات رجال يعتمرون القبعات.
ولم ينقطع سيغي رغم إقامته في فرنسا عن التردد باستمرار على بلده الأم الأرجنتين، إلا خلال حقبة الديكتاتورية (1976-1983)، عندما رفضت السلطات العسكرية تجديد جواز سفره.

## وفاته
توفي في يوم السبت 26 فبراير 2022 في بوينس آيرس عن عمر 88 عامأً. ونقلت صحيفة «لا ناسيون» عن مقربين من أسرة سيغي أنه توفي بسكتة قلبية بعد خضوعه لجراحة في الورك.

## الجوائز والتكريمات
خلال حياته المهنية، حصل سيغي على العديد من الجوائز والتقدير. ومنها ما يلي: 
- الجائزة الكبرى التي منحها «المتحف الوطني للفن الغربي» في بينالي طوكيو الدولي الخامس (1966).
- الجائزة الدولية الأولى لدارمشتات (1967).
- الجائزة الكبرى في بينالي كاركوفيا، بولندا (1967).
- الجائزة الكبرى في بينالي سان خوان، بورتوريكو (1968).
- الجائزة الكبرى في صالون مونتروج بفرنسا (1977).
- جائزة كونيكس التعبيرية في الرسم (1982).
- جائزة Instituto Torcuato Di Tella (1989).
- الجائزة الكبرى للصندوق الوطني للفنون (1990).
- الميدالية الذهبية الحادية عشرة ترينالي النرويج الدولي للجرافيك (أرجنتيني).
- جائزة كونيكس للرسم: Quinquenio 1987-1991 (1992).
- جائزة كونيكس البلاتينية: جرافيك (2002).
- عضو مراسل في الأكاديمية الفرنسية للعلوم والفنون.

## روابط خارجية
- أنطونيو سيغي في فهرس مكتبة ألمانيا الوطنية  .
- أنطونيو سيغي في MoMa.
- الموقع الرسمي